# Scott Evans
Scott Evans (født 26. september 1987) er en irsk badmintonspiller. Han har ingen større internationale mesterskabstitler, men har repræsenteret Irland ved OL i 2008, 2012 og 2016. Han vandt det irske mesterskab i perioden 2006 til 2013.